# Valdeaveruelo
Valdeaveruelo község Spanyolországban, Guadalajara tartományban. Valdeaveruelo Guadalajara, Cabanillas del Campo, Quer, Villanueva de la Torre, Valdeavero, Torrejón del Rey és Galápagos községekkel határos. Lakosainak száma 1290 fő (2024).

## Népesség
A település népessége az utóbbi években az alábbiak szerint változott:
| Lakosok száma | 369  | 530  | 703  | 1014 | 1052 | 1060 | 1066 | 1072 | 1144 | 1290 |
|               | 2001 | 2004 | 2006 | 2009 | 2011 | 2014 | 2016 | 2019 | 2021 | 2024 |